# Столкновение над Триполи
Столкновение над Триполи — крупная авиационная катастрофа, произошедшая 22 декабря 1992 года в районе Триполи (Ливия) с самолётом Boeing 727-2L5 авиакомпании Libyan Arab Airlines, в результате которой погибли 157 человек. Согласно официальному заключению, авиалайнер столкнулся с истребителем МиГ-23 ВВС Ливии, но ни пилотов истребителя, ни самого МиГ-23 не было найдено, потому вторая (неофициальная) версия катастрофы гласит о том, что рейс 1103 был намеренно сбит ракетой.
Это крупнейшая авиакатастрофа в Ливии.

## Сведения о рейсе 1103

### Самолёт
Boeing 727-2L5-Advanced с бортовым номером 5A-DIA (заводской — 21050, серийный — 1108) выпущен корпорацией The Boeing Company в 1975 году и свой первый полёт совершил 7 февраля. Его три турбореактивных двигателя модели Pratt & Whitney JT8D-15 развивали тягу по 15 500 фунтов. 19 февраля самолёт поступил ливийской Libyan Arab Airlines.

## Катастрофа
Боинг выполнял внутренний рейс 1103 из Бенгази в Триполи. Вылет был произведён в 09:00, на борту находились 10 членов экипажа и 147 пассажиров, среди которых, согласно ливийскому информагентству JANA, были граждане Алжира, Бангладеш, Болгарии, Великобритании, Египта, Иордании, Ирака, Кореи, Мальты, Сирии, Судана и Туниса; многие из них работали в нефтяной промышленности страны. На подходе к аэропорту экипаж начал выполнять снижение, когда, согласно официальному заключению, около 10:07 на высоте 3500 футов (1067 метров) столкнулся с истребителем МиГ-23УБ. От удара авиалайнер потерял управление и врезался в землю в 9 километрах восточнее аэропорта и примерно в 50 километрах от столицы в районе городка Сук-аль-Сабт (Souk al-Sabt). Все 157 человек на его борту погибли. На 2022 год эта авиакатастрофа по числу жертв занимает первое место в истории Ливии.

## Реакция на катастрофу, расследование
По случаю катастрофы в стране был объявлен трёхдневный траур. Поначалу ливийское правительство обвинило в катастрофе экономическое эмбарго ООН, наложенное на страну, из-за чего авиакомпания не могла закупать запчасти для своих самолётов. Таким образом, поначалу была высказана версия о технической неисправности. Однако официальный представитель авиакомпании опроверг версию о техническом отказе, заявив, что неисправные самолёты не выпускаются на линию. Эмбарго было наложено на Ливию в связи с отказом выдать двух подозреваемых по делу о взрыве Boeing 747 над Локерби, произошедшем 21 декабря 1988 года, а катастрофа в Ливии произошла на следующий день после 4-й годовщины данного теракта. Такое совпадение многими рассматривалось не как простое совпадение, поэтому были версии о теракте сепаратистов Ирландской республиканской армии, которые одно время поддерживали Ливию, но впоследствии отказались.
После расследования было сделано заявление, что произошло столкновение в воздухе с военным истребителем МиГ-23УБ, пилоты которого успели катапультироваться. Эту версию подтверждали найденные парашюты, хотя официально сами пилоты найдены не были.
Тем не менее, часто высказываются версии, что ливийский Боинг был сбит ракетой. В частности, через двадцать лет, то есть после убийства Муаммара Каддафи, бывший военный инструктор по МиГ Маджид Тайари оспорил официальную версию, заявив о намеренном уничтожении авиалайнера.